# 伯尼 (密蘇里州)
伯尼（英語：Bernie）是位於美國密蘇里州斯托達德縣的城市。

## 人口
根據2020年美國人口普查的數據，伯尼的面積為3.39平方千米，皆為陸地。當地共有人口1859人，而人口密度為每平方千米548人。